# Mitsubishi MH2000
Mitsubishi MH 2000 je 12-sedežni dvomotorni večnamenski helikopter japonskega podjetja Mitsubishi Heavy Industries (MHI). Poganjata ga dva turbogredna motorja Mitsubishi MG5-110.
MH2000 je prvi doma razvit japonski helikopter, za razvoj je bilo v celoti odgovoren MHI. Program so začeli leta 1995, vendar so ga zaradi slabe prodaje nehali tržiti leta 2004.

## Specifikacije
Podatki iz 
Splošne značilnosti
- Posadka: 1 ali 2
- Število sedežev: 6-12 potnikov ali 2000 kg tovora
- Dolžina: 12,2 m (40 ft 0 in) 14 m (46 ft) z rotorji
- Širina: 3,2 m (10 ft 6 in) (trup)
- Višina: 4,1 m (13 ft 5 in)
- Teža praznega letala: 2.500 kg (5.512 lb)
- Maks. vzletna teža: 4.500 kg (9.921 lb)
- Pogon letala: 2 × Mitsubishi MG5-110 turbogredni motor
- Premer glavnega rotorja:  12,2 m (40 ft 0 in)

Zmogljivost
- Potovalna hitrost: 250 km/h (155 mph; 135 kn)
- Neprekoračljiva hitrost: 278 km/h (173 mph; 150 kn)
- Doseg: 777 km (483 mi; 420 nmi)
- Trajanje leta: 4 hours